# Жанаконыс (Туркестанская область)
Жанаконыс (каз. Жаңақоныс) — село в Келесском районе Туркестанской области Казахстана. Входит в состав Кошкаратинского сельского округа. Код КАТО — 515471480.

## Население
В 1999 году население села составляло 703 человека (362 мужчины и 341 женщина). По данным переписи 2009 года, в селе проживали 844 человека (411 мужчин и 433 женщины).